# Жаб'яча гадюка зелена
Жа́б'яча гадю́ка зеле́на (Causus resimus) — отруйна змія родини гадюкових.

## Опис
Загальна довжина сягає 50—75 см. Голова середнього розміру, пласка, трикутна. Вона вкрита великими щитками правильної форми. Шийне перехоплення не виражене. Тулуб щільний, але не товстий. Хвіст короткий. Спина має яскраво-зелений колір, на голові виділяється трикутно-серцеподібна пляма, яка спрямована вістрям уперед.

## Розповсюдження
Мешкає від Судану до Мозамбіку та від Сомалі до Нігерії.

## Спосіб життя
Полюбляє вологі савани, лісисті пагорби, високі луки, прибережні зони річок, які проходять через болота, кам'янисті ущелини, прибережні чагарники та напівпустелі. Добре плаває. Активна вдень. Харчується земноводними, гризунами.
Це яйцекладна змія. Самиця відкладає до 12 яєць.